# クロップス (兵庫県の企業)
株式会社クロップス（CROPS CO.,LTD.）は、兵庫県神戸市兵庫区に本社がある、自転車部品等の企画開発をする企業。自転車用及び自動二輪用ケーブルロック、チェーンロック及びセキュリティアラームシステムの企画製造を行っている。

## 事業所
- 本社 - 兵庫県神戸市兵庫区本町1-1-24

## 製品
- 自転車及び自動二輪用セキュリティアラームシステム
- 自転車及び自動二輪用ケーブルロック、チェーンロック
- 自転車用前照灯、テールライト